# Diplocentrus maya
Espèce
Diplocentrus maya est une espèce de scorpions de la famille des Diplocentridae.

## Distribution
Cette espèce se rencontre au Belize et au Guatemala.

## Description
La femelle holotype mesure 51,40 mm et le mâle paratype 45,35 mm.

## Étymologie
Son nom d'espèce lui a été donné en référence aux Mayas.

## Publication originale
- Francke, 1977 : The genus Diplocentrus in the Yucatan Peninsula with description of two new troglobites (Scorpionida, Diplocentridae). Association for Mexican Cave Studies, Bulletin, vol. 6, p. 49-61.